# Philip Barry Tomlinson
Dr. Prof. Philip Barry Tomlinson (o Philip B. Tomlinson) Tomlinson es un botánico y naturalista estadounidense de origen inglés, de la Universidad de Harvard. Es colaborador en su especialidad en el libro Ecology and Natural History of Tropical Bees, publicado en 1992, conjuntamente con los Dres. David W. Roubik, Peter S. Ashton (1934-), Stephen P. Hubbell y Daniel H. Janzen (1939-).

## Biografía

### Posiciones
- "Eleanor Crum" Profesor de botánica tropical: National Tropical Botanical Garden, Kauai, HI 96741

"E.C. Jeffrey" Profesor Emérito de Biología, Harvard University
- Colaborador Investigador: Fairchild Tropical Garden, Miami

### Educación
- De 1949 a 1955: Universidad de Leeds, Inglaterra
- Grados): B. Sc. (honores de Primera Clase) 1953; Ph.D. 1955 (parte de la obra para su tesis doctoral se llevó a cabo en el Jodrell Laboratory, Royal Botanic Gardens, Kew, Inglaterra) Título de su tesis: (con la supervisión of C. R. Metcalfe): "Studies in the systematic anatomy of the Zingiberaceae"
- Grados Honorarios: A.M. 1971, Harvard University; 1996, D. Sc., Universidad de Guelph
- Idiomas: lee y habla francés, castellano, alemán; aprendiendo italiano

### Calificaciones profesionales y puestos previos
- 1955-6 Investigación postdoctoral y Becario Docente Universidad de Malaya y Jardín Botánico de Singapur (con los auspicios de la Agricultural Research Council y el British Council)
- 1956-9 Docente en botánica, University College of the Gold Coast (subsecuentemente Universidad de Ghana), Ghana, África Occidental
- 1960-71 Investigador del Fairchild Tropical Botanical Garden, Miami, FL EE. UU.
- 1965-71 Becario Investigador en Anatomía Forestal, Maria Moors Cabot Foundation for Botanical Research, Harvard University (en unión con el Fairchild Tropical Garden)
- 1971-2001 Profesor de Biología, Harvard University (en Harvard Forest), Petersham, MA, EE. UU.
- 1971-hoy Colaborador Investigador, Fairchild Tropical Botanical Garden, Miami, FL, EE. UU.
- 1976 Becario Visitante, Universidad de Canterbury, Christchurch, Nueva Zelanda
- 1986 Profesor Visitante, University College, Dublín, Irlanda
- 1998 Profesor Visitante McBryde, National Tropical Botanical Garden, Kauai, Hawaii EE. UU.
- 2001 Eleanor Crum Professor of Tropical Botany, National Tropical Botanical Garden, Kauai, HI, USA

## Algunas publicaciones
1. Tomlinson, PB; RE Spangler. 2002. Developmental features of the discontinuous vascular system in the rattan palm Calamus (Arecaceae-Calamoideae-Calamineae). Am. J. of Botany 89: 1128-1141
2. Tomlinson, PB; T Takaso. 2002. Seed cone structure in conifers in relation to development and pollination: a biological approach. Can. J. of Botany 80: 1250-1273
3. Tomlinson, PB 2002. The Biology of Trees Native to Tropical Florida. 2ª ed. pp. 395. Impreso privadamente. Petersham, Massachusetts
4. Posluszny, U; PB Tomlinson. 2003. Aspects of inflorescence and floral development in the putative basal angiosperm Amborella trichopoda (Amborellaceae). Can. J. of Botany 81: 28-39
5. Tomlinson, PB; MH Zimmermann. 2003. Stem vascular architecture in the American climbing palm Desmoncus (Arecaceae-Arecoideae-Bactridinae). Bot. J. of the Linnean Soc. 142:235-245
6. Tomlinson, PB; et al. 2005. Development of woody branch attachments in Schefflera (Araliaceae or Apiaceae). Am. J. of Botany 92; 1765-1773
7. Tomlinson P.B. 2006. The uniqueness of palms. Bot. J. of the Linnean Soc. 151: 5-14
8. Tomlinson, PB. 2006. Stem anatomy of climbing palms in relation to long distance transport. pp. 265-277. In J.T. Columbus et al. eds. Monocots; Comparative Biology and Evolution. Rancho Santa Ana Botanic Garden, Claremont, California
9. Tomlinson, PB, 2008. Crown structure in Araucariaceae. inédito, 16 pp.

### Libros
- David W. Roubik, Peter S. Ashton, Stephen P. Hubbell, Daniel H. Janzen, P. B. Tomlinson. 1992. Ecology and Natural History of Tropical Bees. Publicó Cambridge Univ. Press, 1992. ISBN 0-521-42909-9, ISBN 978-0-521-42909-2. 528 pp. en Google. Describe los temas destacados en la ecología, historia natural y la evolución de las abejas, e incluye debates sobre el comportamiento de polinizadores, enemigos naturales, reproducción, comportamiento social, y el mantenimiento de la diversidad de comunidades tropicales. Este libro es el primero en reunir a estos temas, y abarca temas tan variados como la evolución de la sociabilidad y obliga a la diversidad de reproducción de plantas con flores tropicales. Hay muchos nuevos ejemplos de la investigación del autor sobre la ecología de la polinización, la imitación, mutualismo, coevolución, y la competencia.

- Philip B. Tomlinson, Peter S. Ashton, Stephen P. Hubbell. 1995. The botany of mangroves. Cambridge Univ. Press, 1995. 052146675X, 9780521466752. 419 pp. enlace en Google

- Philip B. Tomlinson. 1986. The Botany of Mangroves. Cambridge Univ. Press, Cambridge, ISBN 0-521-25567-8

## Honores

### Eponimia
- (Rhizophoraceae) Rhizophora × tomlinsonii N.C.Duke[1]
- La abreviatura «Toml.» se emplea para indicar a Philip Barry Tomlinson como autoridad en la descripción y clasificación científica de los vegetales.[2]